# Reichsgau Salzburg
De Reichsgau Salzburg (Nederlands: Rijksgouw Salzburg) was een de rijksgouwen in het Duitse Rijk na de annexatie van Oostenrijk in 1938. Het rijksgouw bestond volgens het Ostmarkgesetz van 1939 tot 1945.
Van 1939 tot 1942 werden de zeven rijksgouwen in het voormalige Oostenrijk aangeduid als Ostmark, vanaf 1942 als Alpen- en Donau-rijksgouwen, om elke verwijzing naar het voormalige Oostenrijk te verwijderen.

## Geschiedenis
In 1925 werd in de Republiek Oostenrijk de Gaue der NSDAP  (Gouwen van de NSDAP) opgericht zoals die in het Duitse Rijk al bestonden. Wegens het partijverbod (NSDAP) in 1933, was het illegaal om rijksgouwen op te richten. Gedurende deze tijd was Anton Wintersteiger de leider in Salzburg.
Vanaf 1938 tot 1941 was Friedrich Rainer Gouwleider in de Parteigau, hij werd opgevolgd door Gustav Adolf Scheel de tevens Reichsstatthalter  (Rijksstadhouder) in de personele unie was. De Landeshauptmann (Landshoofdman) was tot 1938 Franz Rehrl, hij werd na 1938 opgesloten.
Op 12 maart 1938 trokken de nazi's Salzburg binnen, en kregen brede instemming. Op 30 maart 1938 vond er op de Residenzplatz in Salzburg een boekverbranding plaats, die door de leraar, schrijver en SS'er, Karl Springenschmid geënsceneerd was. Met de wet op de opbouw van het bestuur in Ostmark, werd op 1 mei 1939 de Rijksgouw Salzburg opgericht. Deze bestond tot 5 mei 1945. In de culturele sector nam Joseph Goebbels de heroriëntatie van de Salzburger Festspiele op zich.

## Bestuurlijke eenheden
Dit waren de bestuurlijke indelingen van de gouw: 
- Stadt- und Landkreis Salzburg
- Landkreis Bischofshofen
- Landkreis Hallein
- Landkreis Tamsweg
- Landkreis Zell am See

## Ambtsbekleders
De volgende personen behoorden tot de gouwleiding:
- Gauleiter: Friedrich Rainer (1938-1941) - Gustav Adolf Scheel (1941-1945)
- Gauleiterstellvertreter: Ing. Anton Wintersteiger
- Gausgeschäftsfürung': Karl Feßmann
- Gaupersonalamt: Josef Auer
- Gauschulungsamt: Karl Springenschmid
- Gaupropagandaamt: Ing. Artur Salcher
- Gaufpresseamt: Dr. Gustav Adolf Pogatschnigg
- Gauschatzamt: Ottokar Besl
- Gauinspektion: Friedrich Kaltner
- Amt für Volksgesundheit: Dr. Adolf Samitz
- Amt für Rassenpolitik: Karl Fiala
- Deutsche Arbeidsfront: Anton Resch
- Amt für Agrarpolitik: Paul Krennwallner
- Amt für Erziehung: Karl Springenschmid
- Gaurechtsamt: Dr. Fritz Bernhold
- Amt für Beamte: Martin Gehmacher
- Gauwirtschaftsamt: Dr. Erich Gebert
- Amt für Technik: Ing. Anton Wintersteiger
- Amt für Kommunalpolitik: Dr. Franz Lorenz
- Gaufrauenschaft: Maria Vogl
- NS-Volkswohlfahrt: FranzAufschnaiter
- Amt für Kriegsopfer: Leopold Sonner
- Parteigericht: Ferdinand Bardosch